# Asambleas Pentecostales de Canadá

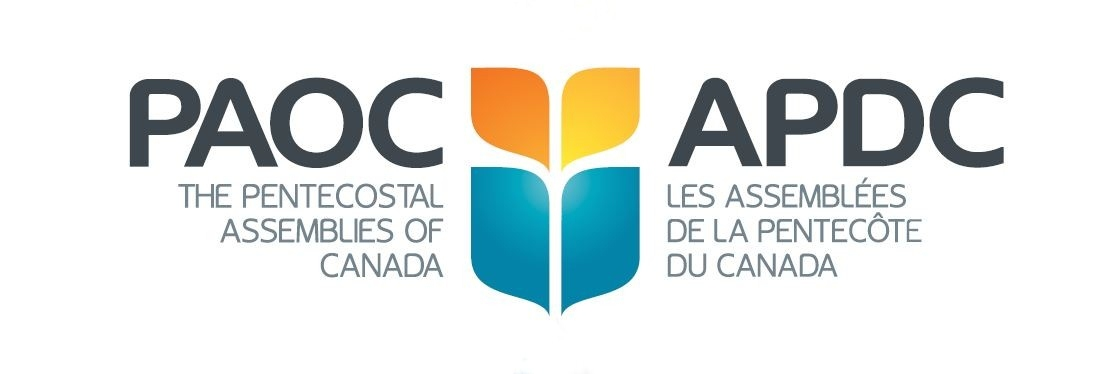
Las Asambleas Pentecostales de Canadá.

Las Asambleas Pentecostales de Canadá (en inglés: The Pentecostal Assemblies of Canada o PAOC) y (en francés: Les Assemblées de la Pentecôte du Canada o APDC), es una organización cristiana pentecostal y la asociación evangélica más grande de Canadá. En 2022, tendría 1.047 iglesias y 271.893 miembros. Su sede se encuentra en Mississauga, Ontario. Las Asambleas Pentecostales de Canadá forman parte de la Fraternidad Mundial de las Asambleas de Dios. 
Las Asambleas Pentecostales de Canadá se considera teológicamente evangélica y pentecostal, haciendo mucho énfasis en el bautismo con el Espíritu Santo con la evidencia de hablar en lenguas sobre la vida de los creyentes.

## Historia

### Historia temprana (1906-1925)
La asociación tiene su origen en la adopción de creencias pentecostales por varias iglesias en el Valle de Ottawa (Ontario), en particular a través de la predicación del pastor metodista canadiense Robert McAllister que visitó el Reavivamiento de la Calle Azusa de 1906. La mayoría de los pentecostales se encontraron en las provincias de las praderas, debido en parte a la gran cantidad de inmigrantes de Estados Unidos que trajeron su fe con ellos. Con el paso del tiempo sus características fueron cambiando y separándose en algunas característcas mas sin embargo los pentecostales de Canadá mantuvieron lazos estrechos con sus homólogos estadounidenses.
En 1909 se intentó organizar el Movimiento Pentecostal en el oriente fracasando,  debido a la oposición en contra de la institucionalización. Sin embargo en 1918, se tomó la decisión de formar las Asambleas Pentecostales de Canadá. La asociación fue fundada oficialmente en 1919 por 33 iglesias.  En ese momento, las APDC se habían adherido a la doctrina de la Unicidad y había realizado planes para unirse a las Asambleas Pentecostales del Mundo, otra denominación Pentecostal Unitaria con sede en los EE. UU. Sin embargo, los planes nunca se materializaron, y el cuerpo canadiense se mantuvo como una organización independiente, sin vínculos formales de Estados Unidos. Casi al mismo tiempo que los pentecostales orientales estaban creando las APDC, los pentecostales en Saskatchewan y Alberta se estaban uniendo al Concilio General de las Asambleas de Dios de los EE. UU.
En 1920, la PAOC decidió afiliarse a las Asambleas de Dios. Los pentecostales de occidente se incorporaron a las APDC, que continuó funcionando como una división de las Asambleas de Dios. Sin embargo, debido a que las Asambleas de Dios eran trinitarias las APDC tuvieron que repudiar y abandonar la doctrina de la Unicidad de Dios y abrazar la Santísima Trinidad, por lo que en 1921 muchos antiguos miembros crearon la Iglesia Apostólica del Pentecostés.
Durante los siguientes cinco años, las APDC experimentaron crecimientos. Se inició un periódico nacional llamada: El Testimonio Pentecostal en 1920 y estableció una política centralizada en misiones extranjeras. En 1925, las ADPC solicitaron ser liberadas de las Asambleas de Dios de Estados Unidos debido a las diferencias en la visión misionera. Esto fue concedido positivamente y fue una separación amistosa. En la actualidad los dos grupos han seguido manteniendo una estrecha relación y ambas forman parte de la organización mundial de las Asambleas de Dios.

### Crecimiento (1926-1974)
A medida que el movimiento se expandió, las Asambleas Pentecostales de Canadá comenzaron a incluir a los miembros de toda la sociedad canadiense, y dio lugar a grandes congregaciones. Por ejemplo, en 1928 Templo Calvario en Winnipeg, Manitoba, compró la Primera Iglesia Bautista con capacidad para 1,500 personas sentadas una iglesia muy grande para los estándares canadienses aún hoy.
En 1925, las APDC abrieron el Colegio Pentecostal Central en Winnipeg, Manitoba, que fue la primera de varias instituciones dedicadas a la educación de la teología pentecostal. A medida que pasaba el tiempo, las APCD establecieron una base financiera más sólida que permitiría la construcción de nuevos edificios. Por ejemplo, El Tabernáculo Central en Edmonton, Alberta, (ha sido demolido, y se trasladó a su nueva ubicación, ahora North Pointe, en el extremo norte de la ciudad) fue construida en 1972, con alojamiento para 1,800 y el Templo de Winnipeg Calvario completó un nuevo edificio con capacidad para 2,500 personas sentadas en 1974.[cita requerida]

### Historia reciente (1979-presente)
Hacer frente al desafío mismo de muchas iglesias canadienses en los últimos años del siglo XX, el APDC trabajado duro para continuar su crecimiento. En la década de 1980, bajo el liderazgo del Superintendente General James MacKnight, 102 iglesias han sido agregadas a la APDC. Según un censo de la asociación de iglesias en 2022, tendría 1.047 iglesias y 271.893 miembros. 

## Estructura organizacional

### Las iglesias locales
Las Asambleas Pentecostales de Canadá están organizadas como una "comunidad cooperativa". A nivel local, las congregaciones deben adherirse a las políticas de las Asambleas Pentecostales. Las congregaciones pueden nombrar pastores, elegir juntas directivas y administrar sus propios asuntos.

### Distritos y sucursales
Las iglesias locales se organizan en judicaturas geográficas llamadas Distritos. Un distrito es gobernado por un órgano representativo integrado por los titulares de credenciales con privilegios de voto y los delegados de las iglesias locales. Los Distritos examinan y eligen a sus propios oficiales y otorgan a los ministros sus credenciales. Una Sucursal no es geográfica sino que se limitan a cierto grupo étnico o idioma.

### Conferencia General
El órgano de gobierno de las Asambleas Pentecostales de Canadá es la Conferencia General, que se reúne regularmente cada dos años. Incluye todos los ministros ordenados, otros titulares de credenciales, misioneros acreditados, y algunos miembros ex officio sirven en capacidad oficial. Cada iglesia local tiene derecho a nombrar un delegado laico de la Conferencia General, y las iglesias con más de 200 miembros con derecho se enviar a un delegado laico adicional por cada 100 miembros.
El Ejecutivo General está compuesto por los Directores, superintendentes de distrito, los directores regionales del programa de misiones internacionales, cinco personas certificadas adicionales elegidos por la Conferencia General, y tres laicos elegidos por la Conferencia General. Los funcionarios ejecutivos incluyen el superintendente general, el asistente del superintendente general y el asistente superintendente general de las misiones internacionales, todos los cuales son elegidos por la Conferencia General.

### Superintendentes Generales
- George A Chambers (1919-1934)
- James Swanson (1935-1936)
- Daniel N. Buntain (1937-1944)
- Campbell B. Smith (1945-1952)
- Walter E. McAlister (1953-1962)
- Tom Johnstone (1963-1968)
- Robert W. Taitinger (1969-1982)
- James M. MacKnight (1983-1996)
- William D. Morrow (1997-2007)
- David Wells (2008-)

## Educación
Tiene 8 colegios bíblicos. 
- Summit Pacific College, Abbotsford, British Columbia
- Pentecostal Sub-Arctic Leadership Training College, Fort Smith, Territorios del Noroeste
- Vanguard College, Edmonton, Alberta
- Horizon College and Seminary, Saskatoon, Saskatchewan
- Master's College and Seminary, Peterborough, Ontario
- Aboriginal Bible Academy, Deseronto, Ontario
- Global University Canada, Toronto, Ontario
- Quebec Bible Institute, Longueuil, Quebec

## Estadísticas
En 2009, las APDC reportaron un total de 234,385 miembros y adherentes, con un incremento del 4% respecto al año anterior. En el mismo año, se registró un promedio de asistencia dominical matutino de 154,630. En 2010, había 1.077 iglesias afiliadas. 
En 2010, las APDC reportaron 3,555 maestros con credencial, 901 de los cuales eran mujeres. Los pastores representan 964 de los maestros con credenciales, y 43 de ellos eran mujeres. En el mismo año se informó que se contaba con 345 misioneros.[cita requerida]